# Joaquín Carpi y Ruata
Joaquín Carpi y de Ruata (1855-1910) fue un pintor y dibujante español.

## Biografía

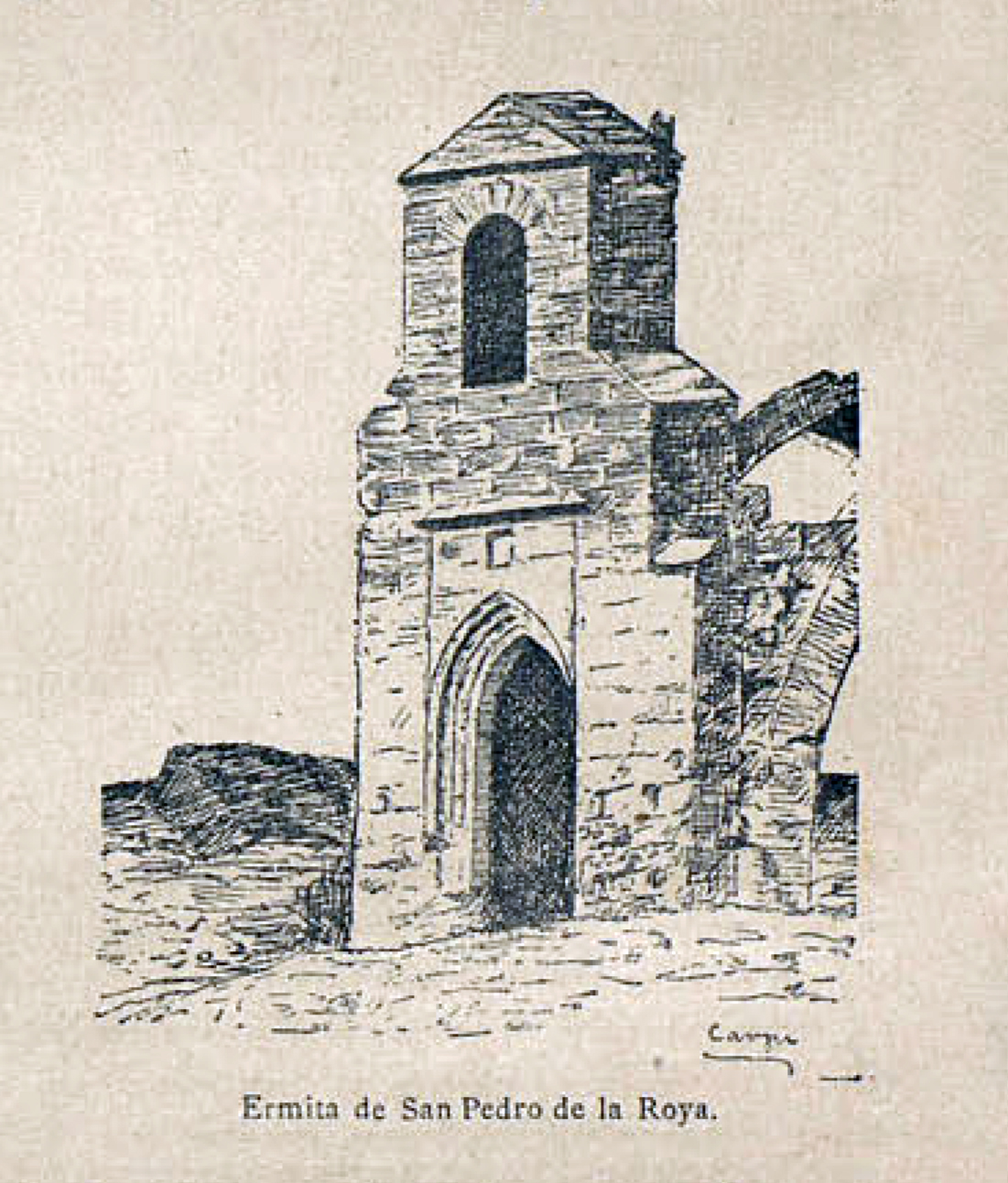
Ermita de San Pedro de La Roya

Nació en 1855. Pintor natural de la localidad oscense de Tamarite, fue discípulo de Dionisio Fierros. En la Exposición del Círculo de Bellas Artes de Madrid de 1880 presentó un estudio de mujer, que tituló Descanso. En la Exposición Nacional de Bellas Artes de 1881 expuso el lienzo El cántaro no se ha roto. Falleció en 1910.